# Callizona columbina
Callizona columbina är en fjärilsart som beskrevs av Heinrich Neustetter 1929. Callizona columbina ingår i släktet Callizona och familjen praktfjärilar. Inga underarter finns listade i Catalogue of Life.